# Gandevi
Gandevi è una suddivisione dell'India, classificata come census town, di 15.843 abitanti, situata nel distretto di Navsari, nello stato federato del Gujarat. In base al numero di abitanti la città rientra nella classe IV (da 10.000 a 19.999 persone).

## Geografia fisica
La città è situata a 20° 49' 0 N e 72° 58' 60 E e ha un'altitudine di 8 m s.l.m..

## Società

### Evoluzione demografica
Al censimento del 2001 la popolazione di Gandevi assommava a 15.843 persone, delle quali 7.980 maschi e 7.863 femmine. I bambini di età inferiore o uguale ai sei anni assommavano a 1.544, dei quali 755 maschi e 789 femmine. Infine, coloro che erano in grado di saper almeno leggere e scrivere erano 12.142, dei quali 6.487 maschi e 5.655 femmine.